# Helmut Hartmann (Unternehmer)
Helmut Hartmann (* 25. Oktober 1929 in Augsburg) ist ein deutscher Unternehmer und ehemaliges Mitglied des bayerischen Senats.

## Leben und Werk
Hartmann wurde in Augsburg geboren und protestantisch getauft. Er ging als Kind in die Grundschule von St. Anna. Seinen Eltern gehörte das traditionsreiche Papierunternehmen Hartmann & Mittler in der Prinzregentenstraße. Sein Vater Karl Hartmann war der Sohn des Papierfabrikanten und Kommerzienrats Hermann Hartmann. Seine Mutter Nelly (1902–2007) stammte aus einer jüdischen Bankiers- und Intellektuellenfamilie in Frankfurt, die vor zwei Generationen zum Protestantismus konvertiert und assimiliert war. Hartmann besuchte bis zur 6. Klasse ein Augsburger Gymnasium und musste dieses dann verlassen, weil seine Mutter aufgrund ihrer Abstammung als Jüdin galt. Eine Freundin, die bei der Gestapo arbeitete, strich ihren Namen von einer Liste zum Abtransport in ein Konzentrationslager. Nach Ende des Krieges ging Hartmann zu Verwandten in die Schweiz, wo er 1948 sein Abitur machte.
Daraufhin begann er die Mitarbeit im väterlichen Papiergroßhandel und übernahm später zusammen mit seinem Bruder Günther auch dessen Leitung. Er war Präsident des Landesverbandes des Bayerischen Groß- und Außenhandels. Hartmann wurde 1990 als Vertreter des Großhandels in den bayerischen Senat gewählt und war dort Mitglied bis 1995.
Im Jahr 1993 verkaufte er den Papiergroßhandel und widmete sich fortan gemeinsam mit seiner katholischen Ehefrau Marianne breit gefächerten sozialen Aufgaben. Er setzte sich insbesondere für Toleranz und Verständigung zwischen unterschiedlichen Kulturen und Religionen ein und gründete u. a. das Forum Interkulturelles Leben und Lernen (kurz FILL). Aufgrund seines Engagements wurde Hartmann 2003 der Augsburger Friedenspreis verliehen.
Im Jahr 1998 stiftete das Ehepaar Marianne und Helmut Hartmann den Augsburger Wissenschaftspreis für Interkulturelle Studien. Dieser Preis wird jährlich von der Universität Augsburg gemeinsam mit der Stadt Augsburg und dem Augsburger „Forum Interkulturelles Leben und Lernen (FILL) e. V.“ verliehen.
Die Berliner Grünen-Politikerin Bettina Jarasch ist die Tochter von Marianne und Helmut Hartmann.